# 押金美和
押金 美和（おしかね みわ、1977年 - ）は、日本のイラストレーター、デザイナー。「TOKYO SKYTREE(R) ART 2012」最優秀賞受賞。

## 人物・略歴
長野県出身。上田高校卒業後、法政大学社会学部へ進学。学生時代は国際紛争を中心に学び、植西聰の出版研究会に参加。大学卒業後はデザイン会社に就職し経験を積み、フリーのイラストレーターに転向。教材、カレンダー、広告、雑誌、ノベルティなどの表紙を作成。また百貨店や様々なメーカーとコラボを行い、幅広いシャツやオブジェの展示販売、イラストレーション制作を行っている。過去、スターバックスコーヒーショップの限定タンブラーに4回、spick&spanTシャツデザインが採用された。また、東京都現代美術館NADIffcomtenporary、東京大学医科学記念館などで作品を発表した。
2009年には個展「Viva La Vida～0からの軌跡」を開催。英国のロックバンドCOLDPLAYに触発された様々なアートワークを展示した。
2012年に開催された「TOKYO SKYTREE(R) ART 2012」にて最優秀賞を受賞し、また翌年の「TOKYO SKYTREE(R) ART 2013」では優秀賞を受賞。2年連続で東京スカイツリーフロア450に作品が展示された。2016年には東急プラザ銀座、三菱電機ショールームMEToA Ginzaにてアニメーションイラストを制作した。
加えて、小学生のおりに学校の先生に聞いた言葉が人生に大きな影響を与えているとしている。得意なタイプのイラストレーションは音楽や文章から連想するイラストである。高尾山や高幡不動などの神社や仏閣巡りが趣味。

## 作品リスト

### 単著
- 『HAPPY BIRTHDAY BOOK』（自由国民社、2011年）

### 表紙・書籍
- 『運がよくなる言葉』（イースト・プレス、2006年）
- 『至福の旅セラピー』（ソフトバンククリエイティブ、2007年）
- 『旬のカレンダー』（ダイヤモンド社、2022年）
- 『悲しみのグラデーション』（主婦の友社、2022年）
- 『どんどん願いが叶う! すごい密教』（廣済堂、2022年）
- 『誰かに話したくなる植物たちの秘密』（大和書房、2023年）
- 『安心』
- 『TOMATO』
- 『養命酒だより』

### イラスト
- 『上田信用金庫100周年冊子表紙』
- 『上田信用金庫100周年DVDイラスト』
- 『上田うまいものスタンプラリー冊子』
- 『上田市なないろ農産物イラスト』
- 『上田市立美術館ミュージアムショップ』

## 受賞歴
- 「TOKYO SKYTREE(R) ART 2012」最優秀賞（2012年）
- 「TOKYO SKYTREE(R) ART 2013」優秀賞（2013年）